# Sven Lindman
Pour les articles homonymes, voir Lindman.
Sven Henrik Lindman  est un footballeur suédois né le 19 avril 1942 à Ormsjö. Il évoluait au poste de milieu.

## Biographie

### En club
Sven Lindman réalise la majeure partie de sa carrière avec le club de Djurgårdens IF. Avec cette équipe, il joue 312 matchs en première division suédoise, inscrivant 51 buts. Il réalise sa meilleure performance lors de l'année 1966, où il inscrit 12 buts.
Il joue également une saison en première division autrichienne (14 matchs, 1 but) avec l'équipe du Rapid Vienne.
Dans les compétitions européennes, il prend part à 5 matchs en Coupe d'Europe des clubs champions, 10 matchs en Coupe de l'UEFA, et 2 matchs en Coupe des coupes. Il inscrit 2 buts en Coupe d'Europe des clubs champions avec le Rapid Vienne, contre le club norvégien de Rosenborg, en octobre 1968.

### En équipe nationale
International suédois, il reçoit 21 sélections en équipe de Suède entre 1967 et 1974, inscrivant un but.
Il joue son premier match en équipe nationale le 10 août 1967 contre la Finlande. Il inscrit son seul et unique but en sélection le 27 juin 1968, contre le Danemark, dans le cadre du championnat nordique (victoire 2-1 à Solna). Son dernier match en équipe nationale est un match contre la Tchécoslovaquie le 13 octobre 1974.
Il fait partie du groupe suédois lors de la Coupe du monde 1974. Il ne joue toutefois aucun match lors du mondial organisé en Allemagne.

## Carrière
- 1965-1968 :  Djurgårdens IF
- 1968-1969 :  Rapid Vienne
- 1969-1980 :  Djurgårdens IF

## Palmarès
Avec Djurgårdens IF :
- Champion de Suède en 1966

Avec le Rapid Vienne :
- Vainqueur de la Coupe d'Autriche en 1969